# نو واي أوت (2004)
لا مفر 2004 هو حدث ضمن دورات الدفع لكل عرض التي تنتجها المصارعة العالمية للترفيه (WWE)، جرا في 15 فبراير 2004، في كاو بالاس في سان فرانسيسكو، كاليفورنيا. كان هذا الحدث برعاية تي إتش كيو و MX Unleashed. يُعد هذا الحدث السادس من سلسلة مهرجانات لا مفر وكان هذا الحدث مخصص لمصارعين سماكداون!.
لا مفر 2004 حقق 450,000 $ من مبيعات التذاكر بحضور ما يقرب من 11000 وباع 350,000 اشتراك لمشاهدة الحدث من المنزل، وكان له دور أساسي في مساعدة WWE في زيادة الإيرادات الدفع لكل عرض ب11.9 مليون $ مقارنة بالعام السابق، من دورة لا مفر، وحصل الدي في دي تقيمات جيدة.

## المباريات والنتائج
| رقم | النتائج | الشروط | الوقت  |
| --- | --- | --- | ------ |
| 1H | Tajiri، Akio, and Sakoda يهزمون بيلي كيدمان، باول لندن and Último Dragón                                               | أنواع مباريات المصارعة لفرق التبادل                                                                                   | 05:35  |
| 2 | ريكيشي وسكوتي تو هوتي (c) يهزمون The Basham Brothers (Doug Basham and دانييل هولي) and Shaniqua                        | Intergender two-on-three أنواع مباريات المصارعة for the بطولة دبليو دبليو إي للفرق                                    | 08:16  |
| 3 | جيمي نوبل يهزم Nidia by submission                                                                                     | أنواع مباريات المصارعة with جيمي نوبل blindfolded                                                                     | 04:23  |
| 4 | The World's Greatest Tag Team (شيلتون بنجمين وتشارلي هاس) يهزمون وكالة المعاونون للحماية (جون برادشو ليفيلد and فاروق) | Tag team match | 07:21  |
| 5 | بوب هولي يهزم راينو | أنواع مباريات المصارعة                                                                                                | 09:54  |
| 6 | تشافو غيريرو (with تشافو غيريرو الأب ‏) يهزم ري ميستيريو (c) (مع خورخي بايز)                                            | Singles match for the WWE Cruiserweight Championship                                                                  | 17:21. |
| 7 | كيرت أنغل يهزم جون سينا وبيغ شو عن طريق الاستسلام                                                                      | أنواع مباريات المصارعة to determine the challenger for the بطولة العالم للدبليو دبليو إي للوزن الثقيل at راسلمينيا 20 | 12:18  |
| 8 | إدي غيريرو يهزم بروك ليسنر (c)                                                                                         | Singles match for the WWE Championship                                                                                | 30:07  |
| - (c) – تشير إلى البطل (الأبطال) عند بداية المباراة - H – تشير إلى أن المباراة تم بثها قبل بدء بث الدفع مقابل المشاهدة ساندي نايت هيت | | |        |

## روابط خارجية
- لا مفر على موقع IMDb (الإنجليزية)
- لا مفر على موقع قاعدة بيانات الفيلم (الإنجليزية)
- لا مفر على موقع كينوبويسك (الروسية)